# Saint-Barthélemy-en-l'Île (titre cardinalice)
Le titre cardinalice de Saint-Barthélemy-en-l'Île est institué par le pape Léon X le 10 juillet 1517, lors du Consistoire du 1er juillet qui a augmenté de manière significative le nombre de cardinaux. Initialement, la basilique Saint-Barthélemy-en-l'Île, auquel le titre est  rattaché, est consacrée à saint Adalbert de Prague, mais les reliques de saint Barthélemy y furent translatées, modifiant la dédicace de l'église.

## Titulaires
- Egidio da Viterbo (ou Ægidius), Ordre des Augustins (1517)
- Domenico Giacobazzi (ou Giacobacci, ou Jacobatii) (1517-1519)
- Vacant (1519-1533)
- Jean Le Veneur (1533-1543)
- Jacques d'Annebault (1547-1548 ou 1550)
- Bartolomé de la Cueva de Albuquerque (1551-1555)
- Fulvio Giulio della Corgna, (1555-1557)
- Vacant (1557-1562)
- Antoine Perrenot de Granvelle (1562-1568)
- Diego Espinosa Arévalo (1568)
- Giulio Antonio Santorio (1570-1595)
- Francesco Maria Tarugi, Congrégation de l'Oratoire (1596-1602)
- Filippo Spinelli (1604-1608)
- Michelangelo Tonti (1608-1621)
- Gabriel Trejo y Paniagua (1621-1630)
- Agostino Spinola Basadone (1631-1649)
- Vacant (1649-1654)
- Ottavio Acquaviva d'Aragona, iuniore (1654-1658)
- Vacant (1658-1670)
- Francesco Nerli senior (1670)
- Johann Eberhard Nidhard (ou Nidhardus, ou Neidarth, ou Neidhardt, ou Nidhard, ou Neithardt, ou Neidthardt), Compagnie de Jésus (1672-1679)
- Vacant (1679-1696)
- Giovanni Giacomo Cavallerini (1696-1699)
- Niccolò Radulovich (1700-1702)
- Vacant (1702-1707)
- Francesco Acquaviva d'Aragona (1707-1709)
- Vacant (1709-1721)
- Álvaro Cienfuegos, Compagnie de Jésus (1721-1739)
- Vacant (1739-1782)
- József Batthyány (1782-1799)
- Vacant (1799-1803)
- Pietro Francesco Galeffi (1803-1820)
- Bonaventura Gazzola, Ordre des frères mineurs (1824-1832)
- Engelbert Sterckx (1838-1867)
- Vacant (1867-1874)
- János Simor (1874-1891)
- Mario Mocenni (1893-1894)
- Egidio Mauri, Ordre des Prêcheurs (1894-1895)
- Johann Evangelist Haller (1896-1900)
- Bartolomeo Bacilieri (1901-1923)
- Enrico Gasparri (1925-1933)
- Carlo Salotti (1936-1939)
- Grégoire-Pierre XV Agagianian (1946-1970)
- Aníbal Muñoz Duque (1973-1987)
- Mario Revollo Bravo (1988-1995)
- Francis George, Oblats de Marie-Immaculée (1998-2015)
- Blase Cupich (2016-)

## Sources
- (it) Cet article est partiellement ou en totalité issu de l’article de Wikipédia en italien intitulé « San Bartolomeo all'Isola (titolo cardinalizio)) » (voir la liste des auteurs).